# Abarema centiflora
Abarema centiflora é uma espécie de legume da família das Leguminosae nativa da Bolívia.